# Sindaci di Wiesbaden
Di seguito l'elenco cronologico dei sindaci di Wiesbaden e delle altre figure apicali equivalenti che si sono succedute nel corso della storia.

## Ducato di Nassau (1849-1866)
| Heinrich Fischer | 15 gennaio 1849 | 1866 |

## Regno di Prussia (1866-1871)
| Heinrich Fischer | 1866 | 22 luglio 1868 |
| Wilhelm Lanz     | 1868 | 1871           |

## Impero Tedesco (1871-1918)
| Sindaci (Bürgermeister) (1871-1886)     | Sindaci (Bürgermeister) (1871-1886) | Sindaci (Bürgermeister) (1871-1886) | Sindaci (Bürgermeister) (1871-1886) | Sindaci (Bürgermeister) (1871-1886) |
| Nominativo                              | Mandato                             | Mandato                             |                                     |                                     |
| Nominativo                              | Inizio                              | Fine                                |                                     |                                     |
| --------------------------------------- | ----------------------------------- | ----------------------------------- | ----------------------------------- | ----------------------------------- |
| Wilhelm Lanz                            | 1871                                | 1882                                |                                     |                                     |
| Christian Schlichter                    | 1882                                | 1883                                |                                     |                                     |
| Carl Bernhard von Ibell                 | 1º agosto 1883                      | 10 luglio 1886                      |                                     |                                     |
| Sindaci (Oberbürgermeister) (1886-1918) |                                     |                                     |                                     |                                     |
| Nominativo                              | Mandato                             | Mandato                             |                                     |                                     |
| Nominativo                              | Inizio                              | Fine                                |                                     |                                     |
| Carl Bernhard von Ibell                 | 10 luglio 1886                      | 1º aprile 1913                      |                                     |                                     |
| Karl Glässing                           | 1º aprile 1913                      | 1919                                |                                     |                                     |

## Repubblica di Weimar (1918-1933)
| Sindaci (Oberbürgermeister) (1918-1933) | Sindaci (Oberbürgermeister) (1918-1933) | Sindaci (Oberbürgermeister) (1918-1933) | Sindaci (Oberbürgermeister) (1918-1933) | Sindaci (Oberbürgermeister) (1918-1933) |
| Nominativo                              | Partito                                 | Partito                                 | Mandato                                 | Mandato                                 |
| Nominativo                              | Partito                                 | Partito                                 | Inizio                                  | Fine                                    |
| --------------------------------------- | --------------------------------------- | --------------------------------------- | --------------------------------------- | --------------------------------------- |
| Fritz Travers                           |                                         | Partito Popolare Tedesco                | 1919                                    | 17 luglio 1929                          |
| Georg Krücke                            |                                         | Partito Popolare Tedesco                | 28 marzo 1930                           | 3 giugno 1933                           |

## Germania nazista (1933-1945)
| Sindaci (Oberbürgermeister) nominati dal governo (1933-1945) | Sindaci (Oberbürgermeister) nominati dal governo (1933-1945) | Sindaci (Oberbürgermeister) nominati dal governo (1933-1945) | Sindaci (Oberbürgermeister) nominati dal governo (1933-1945) | Sindaci (Oberbürgermeister) nominati dal governo (1933-1945) |
| Nominativo                                                   | Partito                                                      | Partito                                                      | Mandato                                                      | Mandato                                                      |
| Nominativo                                                   | Partito                                                      | Partito                                                      | Inizio                                                       | Fine                                                         |
| ------------------------------------------------------------ | ------------------------------------------------------------ | ------------------------------------------------------------ | ------------------------------------------------------------ | ------------------------------------------------------------ |
| Alfred Schulte                                               |                                                              | Partito Nazionalsocialista Tedesco dei Lavoratori            | 6 ottobre 1933                                               | 1º aprile 1937                                               |
| Erich Mix                                                    |                                                              | Partito Nazionalsocialista Tedesco dei Lavoratori            | 1937                                                         | 1945                                                         |

## Repubblica Federale di Germania (dal 1945)
| Sindaci (Oberbürgermeister) eletti dal Consiglio cittadino (1945-1997)   | Sindaci (Oberbürgermeister) eletti dal Consiglio cittadino (1945-1997) | Sindaci (Oberbürgermeister) eletti dal Consiglio cittadino (1945-1997) | Sindaci (Oberbürgermeister) eletti dal Consiglio cittadino (1945-1997) | Sindaci (Oberbürgermeister) eletti dal Consiglio cittadino (1945-1997) | Sindaci (Oberbürgermeister) eletti dal Consiglio cittadino (1945-1997) | Sindaci (Oberbürgermeister) eletti dal Consiglio cittadino (1945-1997) |
| Nominativo                                                               | Partito                                                                | Partito                                                                | Mandato                                                                | Mandato                                                                | Elezione                                                               |                                                                        |
| Nominativo                                                               | Partito                                                                | Partito                                                                | Inizio                                                                 | Fine                                                                   | Elezione                                                               |                                                                        |
| ------------------------------------------------------------------------ | ---------------------------------------------------------------------- | ---------------------------------------------------------------------- | ---------------------------------------------------------------------- | ---------------------------------------------------------------------- | ---------------------------------------------------------------------- | ---------------------------------------------------------------------- |
| Georg Krücke                                                             |                                                                        | Partito Liberale Democratico                                           | 21 aprile 1945                                                         | 11 agosto 1946                                                         | –                                                                      |                                                                        |
| Hans Heinrich Redlhammer                                                 |                                                                        | Unione Cristiano-Democratica di Germania                               | 12 agosto 1946                                                         | 18 giugno 1953                                                         | –                                                                      |                                                                        |
| Erich Mix                                                                |                                                                        | Partito Liberale Democratico                                           | 1954                                                                   | 1960                                                                   | –                                                                      |                                                                        |
| Georg Buch                                                               |                                                                        | Partito Socialdemocratico di Germania                                  | 1960                                                                   | 1968                                                                   | –                                                                      |                                                                        |
| Rudi Schmitt                                                             |                                                                        | Partito Socialdemocratico di Germania                                  | 1968                                                                   | 5 marzo 1980                                                           | –                                                                      |                                                                        |
| Georg-Berndt Oschatz                                                     |                                                                        | Unione Cristiano-Democratica di Germania                               | 1980                                                                   | 1982                                                                   | –                                                                      |                                                                        |
| Hans-Joachim Jentsch                                                     |                                                                        | Unione Cristiano-Democratica di Germania                               | 1982                                                                   | 1985                                                                   | –                                                                      |                                                                        |
| Achim Exner                                                              |                                                                        | Partito Socialdemocratico di Germania                                  | 1985                                                                   | 1997                                                                   | –                                                                      |                                                                        |
| Sindaci (Oberbürgermeister) eletti direttamente dai cittadini (dal 1997) |                                                                        |                                                                        |                                                                        |                                                                        |                                                                        |                                                                        |
| Nominativo                                                               | Partito                                                                | Partito                                                                | Mandato                                                                | Mandato                                                                | Elezione                                                               |                                                                        |
| Nominativo                                                               | Partito                                                                | Partito                                                                | Inizio                                                                 | Fine                                                                   | Elezione                                                               |                                                                        |
| Hildebrand Diehl                                                         |                                                                        | Unione Cristiano-Democratica di Germania                               | 1997                                                                   | 2003                                                                   | Elezione 1997                                                          |                                                                        |
| Hildebrand Diehl                                                         | 2003                                                                   | Unione Cristiano-Democratica di Germania                               | 2007                                                                   | Elezione 2003                                                          |                                                                        |                                                                        |
| Helmut Müller                                                            |                                                                        | Unione Cristiano-Democratica di Germania                               | 2 luglio 2007                                                          | 1º luglio 2013                                                         | Elezione 2007                                                          |                                                                        |
| Sven Gerich                                                              |                                                                        | Partito Socialdemocratico di Germania                                  | 2 luglio 2013                                                          | 1º luglio 2019                                                         | Elezione 2013                                                          |                                                                        |
| Gert-Uwe Mende                                                           |                                                                        | Partito Socialdemocratico di Germania                                  | 2 luglio 2019                                                          | in carica                                                              | Elezione 2019                                                          |                                                                        |